# Бадминтон
Бадминтонът (федербал, на немски: Federball) е спорт, който се играе от 2 или 4 души с помощта на ракети и перце на специално разчертано игрище с мрежа (висока 1,55 метра). Международната федерация по бадминтон е основана през 1934 г. и има над 140 страни членки.

## Описание
Бадминтонът е ракетен спорт, игран или от двама противникови играча (т. нар. сингъл), или от две противникови двойки, които заемат противоположни половини на правоъгълно игрище, разделено от мрежа. Играчите отбелязват точка, като удрят перце с ракетите си, така че да премине над мрежата и да падне в противниковата част на игрището. Разиграването приключва, когато перцето падне на земята, а то може да бъде удряно само по веднъж от всяка страна преди да премине над мрежата.
Поради зависимостта на полета на перцето от вятър, състезателният бадминтон винаги се играе в зала на закрито. Федербaлът може да се играе и на открито. Бадминтонът е олимпийски спорт с пет съревнователни дисциплини: индивидуално, по двойки и смесени двойки, всяка от които се състои от мъж и жена.
На по-високо ниво на игра бадминтонът изисква отлична форма – играчите се нуждаят от добре развито дишане, сила и бързина. Това е също така и техничен спорт, изискващ добра координация между ръка и поглед, както и усъвършенстване на уменията за боравене с ракета.

## История
Бадминтонът първоначално е известен като Battledore and shuttlecock („бата и перце“) – игра, оформила се най-вероятно още преди 2000 години в Египет и Древна Гърция. Оттам се разпространила на изток до Китай, Япония и Индия. Играе се с малки ракети, подобни на бати, направени от дърво и обвити с кожа по края, с дължина 17 инча и половина и ширина от 5 инча и половина, като двама души просто удряли перцето колкото могат повече пъти без то да падне на земята. Произходът на перцето не е изяснен. Предполага се, че са използвали корк за съхраняването на пера за писане и станало популярно полученият предмет да се подхвърля и удря.
През XVIII век играта се наричала Poona („пуна“) в Индия, откъдето разположените тогава там офицери от Британската армия я донасят в Европа. Селяните в Англия я играят и играта лесно се превръща в любима детска игра. От 60-те години на XIX век Battledore или Jeu de Volant се играе в големите имения като забавление на по-висшата класа. През 1830 година семейство Съмърсет постига рекорд от 2117 непрекъснати удара на перцето.
Името „бадминтон“ идва от имението Бадминтон (Badminton House) – резиденция в Глочестършир на дука на Буфо (Duke of Beaufort), където в края на 50-те години на XIX век се появява нова версия на Battledore. Айзък Спрат (Isaac Spratt) – търговец на играчки от Лондон, публикува през 1860 година книгата „Батълдор от Бадминтон – една нова игра“, но не е оцеляло копие. Кога точно батълдорът става бадминтон не е ясно, но първите правила на играта са написани още в Пуна, Индия от британските войници и не се различават много от сегашните. Играта е много популярна в Англия през 70-те и 80-те години на XIX век, но по-скоро като обществен отдих на открито, отколкото като спорт.
През 1883 година в издание, озаглавено „Тенис, крокет, ракети и други по поляните“ (Lawn Tennis, Croquet, Racquets etc.) са отделени десетина страници за бадминтона, описан от автора като „тенис на поляна с перце вместо топка“. Хората започват да възприемат играта по-сериозно и през 1893 година се състои първата среща на различни клубове в Саутсий, Хемпшир. Тя е последвана от основаването на Асоциацията по бадминтон (Badminton Association), а скоро след това 14 от водещите клубове в Англия се споразумяват за официалните правила на играта. И така на 13 септември 1893 година в имението Дънбар на ул. „Уейвърли Гроув“ 6 в Портсмут, Англия (House „Dunbar“, 6 Waverly Grove, Portsmouth, England) бадминтонът е официално създаден. През 1899 година Асоциацията по бадминтон започва и Открит шампионат по бадминтон на цяла Англия (All England Open Badminton Championship) – първото съревнование по бадминтон в света.
През 30-те години на XX век Дания, Съединените щати и Канада стават разпалени почитатели на играта и през 1934 г. е основана Международната федерация по бадминтон (International Badminton Federation). Основателки на IBF са Англия, Уелс, Ирландия, Шотландия, Дания, Холандия, Канада, Нова Зеландия и Франция. Индия се присъединява през 1936 година. Играта става популярна също и в Малайзия, Индонезия и Австралия. Първият изцяло професионален турнир по бадминтон се провежда в Албърт Хол (Albert Hall) в Лондон през 1979 година. Бадминтонът е допуснат като пълноправен спорт на XXV Олимпиада в Барселона през 1992 година. IBF, като BWF днес (Badminton World Federation), ръководи международния бадминтон и развива спорта глобално от седалището си, по чисто съвпадение, в Глостършир.

## Правила
Може да се играе индивидуално или по двойки (в това число – и смесени), като игрището за индивидуална игра е по-тясно от това за игра по двойки, но със същата дължина.
Играчите се стремят перцето да не падне на земята в тяхното поле; ако това стане, се записва точка за противника. Всеки гейм се играе до 21 точки.
В началото на разиграването сервиращият и посрещащият застават в диагонално-противоположни полета за сервис. Сервиращият удря перцето, така, че то да достигне полето на посрещащия. При четни числа, сервисът се бие от дясно, а при нечетни – от ляво. Сервисът трябва да бъде изпълнен така, че ракетата и перото на сервиращия да бъдат под кръста. Има грешка, ако той се изпълни над кръста или при сервис се отлепи от земята противоположния крак на ръката, с която играчът играе. Подобно на тениса, с изключение на това, че сервисът в бадминтона трябва да бъде бит под нивото на кръста, отдолу-нагоре, не е позволено перцето да отскача от земята, и играчите застават в полето за сервис, а не извън него, както е в тениса.
В индивидуалната игра сервиращият застава в дясното си поле за сервиране, когато точките му са четни, и в лявото, когато точките му са нечетни.
При двойките, ако сервиращата страна спечели разиграване, продължава да сервира същият състезател, но сменя полетата за сервис, така че да сервира на всеки от опонентите си поред. При започване на сервис важат същите правила като при индивидуалните разигравания. Полетата за сервис се определят от позициите на състезателите преди последното разиграване, а не спрямо позициите им в края му. Така всеки път, когато едната от двете страни спечели сервис, сервиращ е този, който не е сервирал последния път.

## Системи за отчитане на резултата
- Традиционна система за отчитане на резултата

В традиционната система за отчитане на резултата в бадминтона са се играли геймове от 15 точки, с изключение на жени индивидуално, където геймът бил 11 точки. Мач се присъжда при най-добрия от три гейма. Само сервиращите състезатели могат да отбелязват точка. При двойките трябва и двамата състезатели от двойката да сервират преди сервисът да може да се върне от другата страна. Така, за да спечели сервисът, посрещащата двойка трябва да спечели две разигравания (не задължително последователни).
- Система за отчитане на резултата от 1992

През 1992 г. BWF въвежда нови правила – уговорка на 13-ата и на 14-ата от всички точки (set). Това означава, че ако състезателите достигнат резултат 14 – 14 (за жени индивидуално 10 – 10), състезателят, пръв достигнал тази точка, можел да реши да избере „уговорка“ (set) и да играят до 17 (за жени индивидуално до 12). Ако състезателите достигнат резултат 13 – 13 (за жени индивидуално 9 – 9), състезателят може да реши да избере „уговорка“ и да бъде играно до 18 (за жени индивидуално до 13). Няколко години по-късно този обвързващ избор е премахнат.
- Система за отчитане на резултата от 2002 – 5х7

През 2002 г. BWF, загрижена за непредвидимата и често много голяма продължителност на мачовете, решава да изпробва нова система за отчитане на резултата, за да удовлетвори молбите на рекламодателите и най-вече на излъчващите радиоемисии. Новата система скъсява геймовете до 7 точки и мачът се присъжда на най-добрия от 5 гейма. Когато резултатът стане 6 – 6, състезателят, пръв достигнал 6-ата точка, може да избере „уговорка“ до 8 точки. Тъй като изчисляването продължителността на мача остава проблем и за двете системи, експериментът е изоставен и заменен от изменена версия на традиционната система за отчитане на резултата.
- Система за отчитане на резултата 3х21

През декември 2005 г. BWF отново експериментира със системата за отчитане на резултата, възнамерявайки да урегулира времето на игра и да опрости системата за телевизионните зрители. Главната промяна от традиционната система за отчитане на резултата е приемането на отбелязването на точка при разиграване, в което спечелилият разиграването отбелязва, независимо кой е сервирал. Геймовете били увеличени до 21 точки. Въпреки това, новата система за отчитане на резултата прави продължителността на гейма значително по-малка. Експериментът приключва през май 2006 г. и BWF постановява, че новата система влиза в сила от август 2006 г. нататък.

## Ръководни органи
Световната федерация по бадминтон (Badminton World Federation – BWF) е международно признатият управляващ орган на спорта.
Към нея са причислени пет регионални конфедерации:
- за региона на Азия – Азиатската конфедерация по бадминтон (Badminton Asia Confederation – BAC);
- за региона на Африка – Африканската федерация по бадминтон (Africa Badminton Federation – ABF);
- за региона на Америките – Пан Ам Бадминтон (Badminton Pan Am – BPA);
- за региона на Европа – Европейски бадминтон (Badminton Europe – BE);
- за региона на Океания – Бадминтон на Океания (Badminton Oceania – BO).

## Състезания
- Турнири първо ниво

Купа Томас (Thomas Cup) – премиерно събитие за мъже – съревнованията се провеждат веднъж на две години. Повече от 50 национални отбора се състезават в квалификационни турнири при конфедерациите по континенти за място на финалите. Финалният турнир включва 12 отбора, увеличили се с осем от 2004 година;
Купа Убер (Uber Cup) – женският еквивалент на Купа Томас;
Купа Съдирман (Sudirman Cup) – състезание за смесени отбори. Провежда се веднъж на всеки две години от 1989 година насам. За да спечели турнира, всяка страна трябва да се представи добре на всичките 5 дисциплини (мъже – двойки и индивидуално, жени – двойки и индивидуално, и смесени двойки). Като при футбола това става чрез класиране или отпадане на отбори във всяка група;
Летните олимпийски игри – индивидуално състезание по бадминтон е демонстрирано на летните олимпийски игри през 1972 и през 1988 г. Официален олимпийски спорт става през 1992 г. на Летните игри в Барселона. В състезанието вземат участие 32-мата най-високо класирани състезатели по бадминтон, като всяка страна предоставя най-много трима участника.
Световен шампионат по бадминтон на BWF (BWF World Championships) – само най-високо класираните в света 64 състезатели могат да участват в която и да е категория, най-много по трима от държава.
Световен шампионат по бадминтон за младежи на BWF (BWF World Junior Championships)
- Турнири Второ ниво

В началото на 2007 година BWF въведе нова структура за турнирите – ниво две – Супер сериите на Световната федерация по бадминтон (BWF Super Series). Само половината от лимита на първо ниво – 32-ма състезатели, се състезават на 12-етапен открит турнир, събирайки точки. Събраните точки определят дали ще имат възможността да играят на финалите на Супер сериите в края на годината.
- Турнири Трето ниво

Златно Гран При (Gran Prix Gold) и Гран При (Gran Prix), където топ-състезателите могат да събират точки за световната класация, които им позволяват да участват на откритите турнири от Супер сериите. Тези състезания включват регионалните в Азия – шампионати по бадминтон на Азия, и Европа – Европейски шампионати по бадминтон, които представят най-добрите състезатели в света, както и шампионатите по бадминтон на Обединените Америки.
- Турнири Четвърто ниво

Тези турнири – Международно Предизвикателство (International Challenge), Международни серии (International Series) и Серии на бъдещето (Future Series) окуражават участието на млади състезатели.

## Бадминтон в България
Българската федерация по бадминтон (БФБ) е основана през 1984 г. Спортът се практикува в страната от 1967 г. благодарение на ентусиасти от София, Пловдив, Варна и Стара Загора. На 23 и 24 декември в Пловдив се играе първият официален турнир по бадминтон. Първите градове, в които се появяват клубове, са Пловдив и Варна. Първото олимпийско участие на българи в бадминтона е на игрите в Барселона през 1992. Участват седем състезатели.
Българско Международно първенство по бадминтон е международно първенство на открито, провеждащо се в България от 1985 година насам с прекъсване от 1996 до 1998 и през 2000 година. Турнирът е част от Европейския цикъл по бадминтон. Победителите от 2006 са: мъже индивидуално – Сергей Ивлев от Русия; жени индивидуално – Линда Зечири от България; мъже двойки – Размус Мангор Андерсен и Петер Буур Щефенсен от Дания; жени двойки – Петя Неделчева и Диана Димова от България; и смесени двойки – Тим Детман и Анекатрин Лилие от Германия.
Петя Неделчева е най-добрата българска състезателка по бадминтон, която завършва на пето място на олимпиадата в Атина през 2004. На индивидуално за жени Петя Неделчева побеждава Тине Расмусен (Tine Rasmussen) от Дания и Со Юн-хи (Seo Yoon-hee) от Корея в първите два кръга. На четвъртфиналите Неделчева губи от Джоу Ми (Zhou Mi) от Китай с 11 – 4, 11 – 1.
Партньор на Неделчева на двойки за жени е Нели Ботева. Те падат от Ела Трип (Ella Tripp) и Джоан Райт (Joanne Wright) от Великобритания на квалификациите за първите 32 в света.